# Karl Frenzel (författare)
Karl Wilhelm Theodor Frenzel, född den 6 december 1827 i Berlin, död där den 10 juni 1914, var en tysk författare.
Frenzel redigerade 1863-1864 Gutzkows "Unterhaltungen am häuslichen Herd", var 1866-1867 medredaktör av "Deutsches Museum" samt skrev från 1861 teaterrecensioner i "Nationalzeitung". Hans rykte grundar sig främst på hans lärda historiska romaner, till vilka ämnet merendels är hämtat från slutet av 1700-talet: Papst Ganganelli (1864), Watteau (samma år), Charlotte Corday (samma år), 
Freier Boden (1868) med flera, men även från samtiden såsom i Melusine (1860), Vanitas (1861) och Die drei Grazien (1862) med flera. Åtskilliga av hans kritiska uppsatser är samlade i Dichter und Frauen (3 band, 1858-66), Büsten und Bilder (1864; 2:a upplagan 1895), Neue Studien (1868) och Berliner Dramaturgie (1877). Frenzel var som kritiker doktrinär och ställde sig fientlig mot Henrik Ibsen och Gerhard Hauptmann med flera, men hade stort inflytande. Hans Gesammelte Werke (6 band, 1890-91) innehåller trots namnet endast ett urval.